# Stéphane Héaume
Stéphane Héaume, né à Paris le 27 mars 1971, est un romancier français. Il écrit également des textes pour des compositeurs de musique classique. Après plusieurs années passées en Afrique et à New York, il vit aujourd'hui entre Paris et Trouville-sur-Mer.
Il est le petit-fils de l'architecte Arthur-Georges Héaume qui, après 1945, a travaillé avec Auguste Perret à la reconstruction de la ville du Havre.

## Romans
- Le Clos Lothar, Paris, Zulma, 2002 (Prix du jury Jean-Giono 2002 et Prix Emmanuel-Roblès 2003)  (ISBN 978-2-7578-1177-1), et Seuil, coll. Points, 2009.
- Orkhidos, Paris, Zulma, 2004  (ISBN 2-8430-4298-4)
- Le Fou de Printzberg, Paris, Éditions Anne Carrière, 2006  (ISBN 978-2-7578-0515-2) et Seuil, coll. Points, 2007.
- Le Contemplateur, Paris, Éditions Anne Carrière, 2007  (ISBN 978-2-84337-456-2)
- La Nuit de Fort-Haggar, Paris, Seuil, 2009  (ISBN 978-2-02-097538-4)
- L’Idole noire, Paris, StoryLab Éditions, 2011  (ISBN 978-2-918602-13-2)
- Sheridan Square, Paris, Seuil, 2012 (Prix de la Ville de Deauville 2012)  (ISBN 978-2-02-105268-8)
- L'Insolite évasion de Sebastian Wimer, Paris, Serge Safran, 2016 (ISBN 979-10-90175-53-2)
- Dernière valse à Venise, Paris, Serge Safran, 2017 (ISBN 979-10-90175-73-0) et Safranpoche, 2024.
- Sœurs de sable, Paris, Rivages, 2021  (ISBN 978-2-7436-5283-8) et Rivages poche, 2022.
- Les Forêts de Waldenstein, Paris, Rivages, 2024  (ISBN 9782743663360).

## Nouvelles
- L'Atlantide retrouvée in L'Atelier du roman (n°25), La Table Ronde, 2001 - Lueurs froides in Immédiatement (n°23), 2003 - Houldine in Houlgate, Aude et ses livres, 2003 - Le Livre de moire in Musique intime, Imprimerie Laffont, 2003 - Le Naturaliste in Décapage (n°34), La Table Ronde, 2008 - Par ordre du roi in Décapage (n°35), La Table Ronde, 2008 - Au Venusberg in Décapage (n°37), La Table Ronde, 2009 - La Flèche dans la Jungle in 100 Monuments, 100 Écrivains, Editions du Patrimoine, 2010 - La Reine Alix in Les Cahiers Pierre Benoit, 2012 - Chemise blanche et bretelles noires in Couleurs Jazz (n°2), 2013 - Carlotta Palace in Les Deux Crânes, 2016 - La septième face du dé in Patchwork (n°9-10), 2016 - Ora fatale in Dernière valse à Venise, Serge Safran, 2017 - La Frange in Décapage (n°61), Flammarion, 2019 - L'Affaire Elena Priuli in Casino Venier, Venise, Serge Safran, 2020 - Au Bar du Soleil in Le Deauville intime de…, Mercure de France, 2020 - Deux soldats montant vers une forteresse (D'une île l'autre) in Revue Area (n°36), Éditions Area, 2021 - Tristan und Isolde, miniature autour de l'opéra de Richard Wagner, in Nouvelle Revue Wagnérienne (n°3), 2025.
- L'Idole noire, Éditions du Moteur, 2011 (ISBN 978-2-918602-13-2)
- Ora fatale, Octave Magazine, Opéra national de Paris, 2017
- Requiem pour un aigle, Octave Magazine, Opéra national de Paris, 2017
- Derrière le rideau bleu, Octave Magazine, Opéra national de Paris, 2019
- Le Manteau de Zerbinette in Jaune, rouge, bleu - Baroque Abstrait, peintures de Cyb, Éditions Area, 2020  (ISBN 978-2-35276-141-9)
- Das Rheingold, Die Walküre, Siegfried, Götterdämmerung, dix miniatures autour du Ring de Richard Wagner, Opéra national de Paris, programmes de spectacle, 2020/2025 - Concert-lecture au Festival d'Auvers-sur-Oise, Thierry Escaich (piano), Julie Depardieu (récitante), 2021
- Le Secret d'Ava D. (Un jour à Deauville), photographies de Laurent Parrault, légendes de Philippe Normand, Éditions des Falaises, 2023  (ISBN 978-2-84811-546-7)

## Essais & contributions
- Emma, coll. Les Prénoms, Paris, Zulma, 2001  (ISBN 2-84304-130-9)
- Pierre Benoit, maître du roman d'aventures, Paris, Hermann, 2015  (ISBN 978-2-705690-81-6)
- Larry. Une amitié avec Lawrence Durrell. Entretiens avec Gemma Salem. (Direction d'ouvrage.) Paris, Baker Street, 2019. (ISBN 979-10-97491-29-1)
- Le Satan (Bach ?) de la musique moderne - Schönberg, par Gemma Salem. (Direction d'ouvrage.) Paris, Serge Safran, 2024.  (ISBN 9782487304079)

## Théâtre
- Tango, mise en scène d'Anouche Setbon & Bruno Banon, Paris, Théâtre de l'Atelier, 2011

## Théâtre lyrique & musical
- Triptyque, musique de Richard Dubugnon, Royal Academy of London, Londres, 1999 et Radio France, Paris, 2008
- Le Voyage écarlate, musique de Richard Dubugnon, Péniche Opéra, Paris, 2002 et Aix-en-Provence, 2005
- Cantata oscura, musique de Richard Dubugnon, Espace Cardin, Paris, 2005
- Valse désarticulée, musique de Thierry Escaich, Théâtre du Lierre, Paris, 2007
- Le Songe Salinas pour mezzo-soprano et orchestre, musique de Richard Dubugnon, création le 14 mai 2009 au Théâtre des Champs-Élysées à Paris par l'Orchestre national de France, dirigé par Fabien Gabel, avec la mezzo-soprano Nora Gubisch.
- Les Miroirs de la Ville pour soprano, mezzo-soprano, ténor, baryton et piano, musique de Thierry Escaich, 20e Concours International de Chant, Festival Symphonies d'Automne, 20 au 24 novembre 2013 - Éditions Gérard Billaudot.
- Mamamouchi, comédie-ballet d'après Le Bourgeois gentilhomme de Molière, musique de J.-B. Lully, création le 8 août 2014 au Festival du Perigord Noir par l'Académie de musique ancienne, dirigée par Michel Laplénie.
- La Reine, argument de ballet. Musique de Joseph Haydn - Symphonie. No 85 en si bémol majeur, 2016.

## Discographie
- Valse désarticulée, in Deux visages, Thierry Escaich. Caroline Meng, Jean-Pierre Baraglioli, CD Daphénéo, 2010.
- La Reine, Symphonie No 85, Joseph Haydn. Rigel, Sarti, JC Bach. Julien Chauvin, Sandrine Piau, Concert de la loge, CD Aparté / Harmonia Mundi, septembre 2016 (Grand Prix de l'Académie Charles Cros 2016).
- Le Songe Salinas, Triptyque, Arcanes symphoniques, Richard Dubugnon. Nora Gubisch, Thomas Dolié - Orchestre national de France. Dir. Fabien Gabel, Laurent Petitgirard, Debora Waldman. CD Naxos # 8.573687, janvier 2017.